# Richard Kleine
Richard Kleine (ur. 4 lipca 1874 w Magdeburgu, zm. 10 kwietnia 1948 w Halle) – niemiecki entomolog, koleopterolog. Przez wiele lat kierował Urzędem Ochrony Roślin w Szczecinie, po wojnie kierował Urzędem Ochrony Roślin w Halle. Specjalizował się w chrząszczach z rodziny Brentidae. Opisał 17 nowych rodzajów i 103 gatunki nowogwinejskich Brentidae. Uważano, że jego kolekcja została zniszczona podczas II wojny światowej, jednak w 2004 roku okazało się, że jej część została przewieziona ze Szczecina do Warszawy, gdzie są przechowywane do dziś w Muzeum i Instytucie Zoologii PAN.

## Wybrane prace
- Beiträge zur Kenntnis der Amorphocephalus-Verwandtschaft. Zoologische Mededelingen 3 (8), ss. 275-278, 1917
- Neue Brenthidae (Trachelizini) in Leidens Museum. Zoologische Mededelingen 5 (18), ss. 236-224, 1920
- Sitzung vom 28. II. 1921. Myrmekophile Brenthiden. (Mit 1 Abbildung)[5]. 1921
- Die Brenthiden der niederländischen Ost-Indischen Kolonieen. M. Nijhoff, 1926
- Coleoptera. Fam. Brenthidae (revision), 1938
- Entomological expedition to Abyssinia, 1926–7: Coleoptera, Brenthidæ and Lycidæ. With supplement on a new Lycid from the Cameroons[6], 1937